# Історична бібліотека
«Істори́чна бібліоте́ка» (грец. Ιστορική Βιβλιοθήκη; лат. Bibliotheca historica) — праця історика Діодора Сицилійського, присвячена всесвітній історії. Написана грецькою бл. 30 до н.е. Складається з 40 книг, поділених на 3 секції. Перші шість книг охоплюють географію, історію та культуру Єгипту (книга І); Азії (ІІ), Північної Африки (ІІІ), Греції та Європи (IV—VI). Друга секція описує історію світу від Троянської війни до смерті Олександра Македонського (книги VII—XVII). Остання третя секція розповідає історію від спадкоємців Олександра до початку Галльської війни Гая Юлія Цезаря 59 до н.е.. Названа «бібліотекою» на знак того, що твір складений на основі багатьох джерел — Гекатея, Геродота, Діонісія Галікарнаського, Ефора, Полібія тощо. Частково втрачена: до нас дійшли повністю лише книги I—V і ХІ—ХХ. Книги IX, X та інші відомі з фрагментів Фотія і Костянтина Багрянородного. Останнє зібрання твору зникло після пограбування турками Константинополя в 1453 році.

## Історія створення
Для збирання матеріалу Діодор об'їхав значну частину Європи та Близького Сходу, потім оселився у Римі, де почав складати зведену історико-міфологічну працю. Так за 30 років праці (не раніше 21 року до н. е.) з'явилась його «Бібліотека» — історія всіх країн і народів. Вона охоплювала у 40 книгах 1100 років: від міфічної доби до завоювання Галлії Цезарем. До сьогодення дістались перші п'ять книг, де викладено історію єгиптян, ефіопів, ассирійців та стародавніх греків; а також книги XI—XX, в яких оповідається про війни з персами у 480—301 роках до н. е.
Патріарх Константинопольський Фотій I наводив витяги з книги XXXI та наступних, що стосувались доби громадянських війн, до повернення Помпея з Азії.
За даними самого Діодора можна з великою ймовірністю простежити його джерела: для Азії він, імовірно, користувався Ктесієм, для Єгипту — Гекатеєм, для Індії — Меґасфеном, для Греції — Ефором, для Александра Македонського — Клітархом, Каллісфеном і Дурісом, для Сицилії — Тімеєм, для ранньої римської історії, можливо, — Фабієм Піктором, для опису Першої Пунічної війни — Філіном, пізніше — Полібієм, Посідонієм. Через нестачу критичності автора у літературі було висловлено гіпотезу, що його твори дістались до наших часів не в оригіналі, а у переробці.

## Публікації
- Грецький текст у Вікіджерелах (кн. I—V, XI—XVII) [Архівовано 14 січня 2010 у Wayback Machine.]
- Грецький текст за Діндорфом: Vol. II pt. 1 (1828). Libr. XV—XX; Vol. II pt. 2 (1829). Excerpta. Fragmenta; Vol. III (1828); Vol. IV (1828); Vol. V (1828)
- Більш нове видання: Vol. I (1888). Lib. I—IV; Vol. V (1906). Lib. XIX—XX
- У серії «Loeb classical library» книга видана у 12 томах (№ 279, 303, 340, 375, 384, 399, 389, 422, 377, 390, 409, 423)
- У серії «Collection Budé» почато видання: (опубліковано 11 томів: кн. 1-3, 11, 12, 14, 15, 17-19, 21-26 [Архівовано 8 грудня 2012 у Wayback Machine.]
- Diodor, Book IX—XVII [Архівовано 12 липня 2003 у Wayback Machine.] (гр.)

## Переклади

### Латинські
- Diodori Siculi Bibliothecae liber sextus decimus. Biblioteca di studi superiori 56. ed. Sordi, Marta. Firenze: La Nuova Italia, 1969.

### Англійські
- Diodorus Siculus. Diodorus of Sicily in Twelve Volumes. Translated by C. H. Oldfather. Walton, Francis R., ed. (1933—1967). London; Cambridge (Mass.).
  - Vol. 1 (Books 1-2.34). Tr. C. H. Oldfather. LCL 279 (1933). ISBN 978-0-674-99307-5.
  - Vol. 2 (Books 2.35-4.58). Tr. C. H. Oldfather. LCL 303 (1935). ISBN 978-0-674-99334-1. онлайн: Archive PDF
  - Vol. 3 (Books 4.59-8). Tr. C. H. Oldfather. LCL 340 (1939). ISBN 978-0-674-99375-4.
  - Vol. 4 (Books 9-12.40). Tr. C. H. Oldfather. LCL 375 (1946). ISBN 978-0-674-99413-3. онлайн: Perseus [Архівовано 22 липня 2019 у Wayback Machine.]
  - Vol. 5 (Books 12.41-13). Tr. C. H. Oldfather. LCL 384 (1950). ISBN 978-0-674-99422-5.
  - Vol. 6 (Books 14-15.19). Tr. C. H. Oldfather. LCL 399 (1954). ISBN 978-0-674-99439-3.
  - Vol. 7 (Books 15.20-16.65). Tr. Charles L. Sherman. LCL 389 (1952). ISBN 978-0-674-99428-7.
  - Vol. 8 (Books 16.66-17). Tr. C. Bradford Welles. LCL 422 (1963). ISBN 978-0-674-99464-5
  - Vol. 9 (Books 18-19.65). Tr. Russel M. Geer. LCL 377 (1947). ISBN 978-0-674-99415-7.
  - Vol. 10 (Books 19.66-20). Tr. Russel M. Geer. LCL 390 (1954). ISBN 978-0-674-99429-4.
  - Vol. 11 (Fragments of Books 21-32). Tr. Francis R. Walton. LCL 409 (1957). ISBN 978-0-674-99450-8.
  - Vol. 12 (Fragments of Books 33-40). Tr. Francis R. Walton. LCL 423 (1967). ISBN 978-0-674-99465-2.
- The Historical Library of Diodorus the Sicilian in Fifteen Books, to which are Added the Fragments of Diodorus. 2 volumes. Translated by Booth, G. London. 1814.
- Diodorus Siculus, Books 11-12.37.1. Translated by Green, Peter. Austin: University of Texas Press. 2006. ISBN 978-0-292-71277-5
- Diodorus Siculus, The Persian Wars to the Fall of Athen: Books 11-14.34 (480—401 BCE). Translated by Green, Peter. Austin: University of Texas Press. 2010. ISBN 978-0-292-72125-8
- Diodorus Siculus. The Library, Books 16-20 Philip II, Alexander the Great, and the Successors. Translated by Robin Waterfield. ISBN 9780198759881.
- The Bibliotheca Historica of Diodorus Siculus Translated by John Skelton. 2 vols. Salter, F. M.; H. L. R. Edwards, eds. (1956—1963). EETS 233, 239. ISBN 978-0-19-722233-1, ISBN 978-0-19-722239-3

### Російські
- Диодор Сицилийский. Историческая библиотека. Ч.1-6. / Перевод И. А. Алексеева. СПб, 1774—1775.
- Отрывки из «Исторической библиотеки». // Античный способ производства в источниках. Л., 1933. С.385-393, 395—402.
- Книга I, главы 1-8 [Архівовано 7 березня 2009 у Wayback Machine.]. / Строгецкий В. М. Введение к «Исторической библиотеке» Диодора Сицилийского и его историко-философское содержание. // Вестник древней истории. 1986. № 2.
- Книга I, главы 11-27 [Архівовано 7 листопада 2008 у Wayback Machine.]. / Пер. О. А. Васильевой. // Древний Восток и античный мир. Труды кафедры истории древнего мира ист. фак. МГУ. Вып.3. М., 2000. С.106-123.
- Выдержки из книги I, гл. 43, 45, 46, 50, 51, 55, 61, 63, 64, 66 [Архівовано 7 листопада 2008 у Wayback Machine.]. // Архитектура Античного мира. М., 1940. С.7, 228—229, 235, 247, 480—482.
- Книга I, глава 79; книга II, главы 5-7, 12-14. / Пер. В. В. Вертоградовой. // Хрестоматия по истории Древнего Востока. М., 1980. В 2 ч. Ч. 1. С. 128—129, 141—145.
- Книга II, главы 1-2, 43-47 [Архівовано 7 березня 2009 у Wayback Machine.], книга III, главы 33-34, книга IX, глава 26 [Архівовано 7 березня 2009 у Wayback Machine.], книга XIV, главы 27-30, книга XX, главы 22-26 [Архівовано 7 березня 2009 у Wayback Machine.]. / Перевод И. И. Прозорова с дополнениями В. В. Латышева. // Вестник древней истории. 1947. № 4. С.248-254, 259—266.
- Книга II, главы 16-19, 35-42 / Пер. В. В. Вертоградовой, Г. А. Тароняна. // Древний Восток в античной и раннехристианской традиции (Индия, Китай, Юго-Восточная Азия). М., Ладомир. 2007. С.48-58.
- Книга II, главы 29-31 / Пер. Марка Огинского. // О Халдеях и их наблюдениях за звездами.
- Книги IV—VII. Греческая мифология. / Пер. О. П. Цыбенко. М.: Лабиринт, 2000.
  - Переизд.: СПб.: Алетейя, 2005. 384 стр. (Античная библиотека. Источники). (книги IV [Архівовано 7 березня 2009 у Wayback Machine.]; V [Архівовано 7 березня 2009 у Wayback Machine.]; VI [Архівовано 7 березня 2009 у Wayback Machine.]; VII [Архівовано 7 березня 2009 у Wayback Machine.])
- Книги VIII—X: Фрагменты. Архаическая Греция. Рим эпохи царей. / Пер. и комм. О. П. Цыбенко. СПб.: Алетейя, 2012. 136 с. (Античная библиотека. Источники) ISBN 978-5-91419-700-8
- Книга XI, главы 37-84, главы из книги XII / Пер. В. М. Строгецкого. // Антология источников по истории, культуре и религии Древней Греции. СПб, Алетейя, 2000. С.172-194, 195—198, 202—216, 218—239.
- Книга XVII [Архівовано 7 березня 2009 у Wayback Machine.]. / Пер. М. Е. Сергеенко. // Издавалось в составе кн. Арриан. Поход Александра. М.-Л., 1962. Курций Руф К. История Александра Македонского. М., 1993. С.276-347.